# 艾許·安傑
艾許·多佛·安傑（英語：Asher Dov Angel，2002年9月6日—）是一名美國男演員。較著名的是在電視劇《安迪麥克》中飾演喬納·貝克（Jonah Beck），以及於2019年超級英雄電影《沙贊！》中飾演少年比利·貝特森。

## 早期生活
艾許·安傑出生於亞利桑那州鳳凰城，並住在仙谷。他是喬迪（Jody）和可可·安傑（Coco Angel）的大兒子，有著一個弟弟艾維（Avi）和妹妹倫敦（London）。艾許·安傑有英格蘭、蘇格蘭和猶太血統。艾許·安傑的外祖母有英格蘭血統和蘇格蘭血統。

## 職業生涯
安傑出演的首部電影為2008年的《喬琳娜》。他作為舞台劇演員開始了演藝生涯。安傑7歲時，亞利桑那州的斯科茨代爾沙漠舞台劇院在為音樂劇《奧利佛》舉行試鏡，在父母允許的情況下，安傑去試鏡並獲得了一個角色。之後，安傑在斯科茨代爾沙漠舞台劇院演出多部舞台劇，包括《小美人魚》、《蘇斯博士》、《歡樂滿人間》、《魔法黑森林》等音樂劇。
12歲時，安傑在迪士尼頻道電視劇《安迪麥克》的試鏡中贏得了喬納·貝克（Jonah Beck）一角，且為了便於該劇的拍攝，使他們全家都搬到了猶他州。
2017年11月6日，宣布安傑將在DC擴展宇宙電影《沙贊！》中與柴克·萊威共同飾演主角比利·貝特森，萊威將飾演他的成年版超級英雄。該片定於2019年4月5日在美國上映。

## 個人生活
除了演戲外，安傑也喜歡唱歌和彈奏吉他。

## 作品列表

### 電影
| 年份 | 標題               | 角色                  | 附註 |
| ---- | ------------------ | --------------------- | ---- |
| 2008 | 《喬琳娜》         | 5歲時期的小布萊德（Brad Jr.） |      |
| 2019 | 《沙贊！》         | 比利·貝特森           |      |
| 2023 | 《沙贊！眾神之怒》 | 比利·貝特森           |      |

### 電視
| 年份      | 標題                     | 角色            | 附註           |
| --------- | ------------------------ | --------------- | -------------- |
| 2016      | 《家有四寶》             | 賈斯柏（Jasper）      | 單集：〈〉     |
| 2016      | 《犯罪心理：跨國救援》   | 萊恩·沃爾夫（Ryan Wolf） | 單集：〈〉     |
| 2017-2019 | 《安迪麥克》             | 喬納·貝克（Jonah Beck）   | 主要演員；57集 |
| 2020      | 《所有一切》             | 他自己          | 第十一季第17集 |
| 2020      | 《替補老師》             | 他自己          | 單集：〈〉     |
| 2020      | 《群聊》                 | 他自己          | 單集：〈〉     |
| 2020      | 《尼克兒童頻道之無過濾》 | 他自己          | 單集：〈〉     |

## 外部連結
- 官方网站
- 艾許·安傑在互联网电影资料库（IMDb）上的資料（英文）
- 艾許·安傑的X（前Twitter）
- 艾許·安傑的Instagram帳戶